# Vicente Jiménez Zamora
Vicente Jiménez Zamora (ur. 28 stycznia 1944 w Ágreda) – hiszpański duchowny katolicki, arcybiskup metropolita Saragossy w latach 2014–2020.

## Życiorys

### Prezbiterat
Święcenia kapłańskie otrzymał 29 czerwca 1968. Inkardynowany do diecezji Osma-Soria, pracował m.in. jako wykładowca seminarium i uczelni w Sorii. Od 2001 wikariusz generalny diecezji.

### Episkopat
21 maja 2004 papież Jan Paweł II mianował go biskupem ordynariuszem diecezji Osma-Soria. Sakry biskupiej udzielił mu 17 lipca 2004 ówczesny nuncjusz apostolski w Hiszpanii - abp Manuel Monteiro de Castro.
27 lipca 2007 został mianowany biskupem ordynariuszem diecezji Santander, zaś 9 września 2007 kanonicznie objął urząd.
12 grudnia 2014 papież Franciszek ustanowił go arcybiskupem metropolitą Saragossy. Ingres odbył się 21 grudnia 2014. 6 października 2020 papież Franciszek przyjął jego rezygnację z pełnionych funkcji.